# 萊寧傑峰
萊寧傑峰（英語：Leininger Peak），是南極洲的山峰，位於帕爾默地東岸，處於艾爾森半島底部以北，海拔高度1,135米，由美國探險隊拍攝空中照片，現時由南極條約體系管理。

## 外部連結
. . United States Geological Survey.   [2013-06-10].
70°34′S 62°15′W / 70.567°S 62.250°W